# Socijaldemokratska Partija Crne Gore
Die Socijaldemokratska Partija Crne Gore (SDP CG) (montenegrinisch: Социјалдемократска партија Црне Горе) ist eine sozialdemokratische Partei in Montenegro. Ihr Präsident ist Ranko Krivokapić.

## Geschichte
Die Partei wurde 1993 gegründet. Obwohl ihre Wahlergebnisse seit 1998 nur in der Größenordnung von 4 bis 9 Sitzen lagen, spielte sie bis 2016 als Juniorpartner von Milo Đukanović in der Koalition für ein europäisches Montenegro eine wichtige Rolle in der Politik Montenegros. Nach der Parlamentswahl am 16. Oktober 2016, die keine klaren Mehrheiten brachte, trat Đukanović als Ministerpräsident zurück. Als Nachfolger bestimmte er seinen engen Vertrauten und bisherigen Stellvertreter Duško Marković. Seither ist die SDP CG in der Opposition.